# (8450) Iegorov
(8450) Iegorov (désignation internationale (8450) Egorov) est un astéroïde de la ceinture principale.

## Nom
(8450) Iegorov a été baptisé en hommage au cosmonaute soviétique Boris Iegorov (1937-1994).